# ریدلی (کالیفرنیا)
ریدلی (به انگلیسی: Reedley) شهری در شهرستان فرسنو ایالت کالیفرنیا است که در سرشماری سال ۲۰۱۰ میلادی، ۲۴۱۹۴ نفر جمعیت داشته است.